# Sangaré Oumou Ba
Pour les articles homonymes, voir Ba.
Sangaré Oumou Ba, née le 15 février 1947 à Bamako, est une femme politique et enseignante malienne. 
Elle est notamment députée à l'Assemblée nationale du Mali de 2002 à 2007 et ministre de la Promotion de la Femme, de la Famille et de l'Enfant de 2013 à 2017.

## Biographie
Sangaré Oumou Ba obtient une maîtrise en anglais à l'École normale supérieure de Bamako en 1971, un diplôme en linguistique et en enseignement de la langue à l'Université d'Édimbourg, un DEA en administration de l'éducation ainsi qu'un un Certificat d'études sur la femme à l'Université Old Dominion.
Enseignante au Lycée de jeunes filles de Bamako, elle est aussi encadreur en langues du Corps de la paix de 1972 à 1985.
Présidente du Bureau national des femmes du Rassemblement pour le Mali de 2001 à 2013, elle est députée à l'Assemblée nationale de 2002 à 2007, chef de Cabinet au ministère de l'Élevage et de la Pêche, de juillet 2011 à février 2013.
Elle est ministre de la Promotion de la Femme, de la Famille et de l'Enfant du 8 septembre 2013 au 11 avril 2017.